# Operațiunea Leontine
Operațiunea Leontine (titlul original: în franceză Faut pas prendre les enfants du bon Dieu pour des canards sauvages) este un film de comedie francez, realizat în 1968 de regizorul Michel Audiard, protagoniști fiind actorii Françoise Rosay, Bernard Blier, Marlène Jobert, André Pousse. 

## Rezumat
Rita vrea să trăiască prin relațiile sale, mai ales în dragoste, cu escroci pentru a câștiga mulți bani. Jacky reușește să jefuiască o încărcătură de lingouri de aur, dar Fred, logodnicul Ritei, îl elimină și pune mâinile pe pradă. Pe drept, Fred este supranumit de Charles, „cel nechibzuit”, căci s-a asociat cu Rita. Charles o trădează pe Rita neacordându-i partea sa din pradă. Aceasta se va plânge mătușii ei, Léontine, o femeie escroacă, retrasă pe Riviera Franceză, încă de la arestarea lui Al Capone...

## Distribuție
- Françoise Rosay – Léontine Palpicart zisă „La Gâteuse”, mătușa Ritei
- Bernard Blier – Charles zis „Le Téméraire”
- Marlène Jobert – Rita, nepoata Léontinei
- André Pousse – Fred, logodnicul Ritei
- Robert Berri – un consilier al lui Charles
- Gérald Bruneau – Vikingul
- Michel Charrel – un consilier al lui Charles
- Nicolas Vogel – un consilier al lui Charles
- Mario David – Jacky, hoțul dubiței cu aur
- Sylvain Lévignac –  consilier al lui Charles
- Jack Romoli –  consilier al lui Charles
- Roger Mailles – mâna dreaptă a lui Charles
- Raoul Saint-Yves – Raoul, omul care răscumpără lingourile
- Jean Saudray – mâna dreaptă a lui Charles
- Dominique Zardi – un criminal al lui Charles
- Paul Frankeur – Ruffin, patronul de la pensiunii „Mon Repos”
- Robert Dalban – Casimir, servitorul și șoferul Léontinei
- Claude Rollet – Tiburce, nepotul lui Charles
- Jean Carmet – cărăușul superstițis (nemenționat)
- Michel Audiard – omul de la finanțe (nemenționat)
- Roger Mailles – omul lui Charles
- Georges Amonyal – omul lui Charles
- Jean Luisi – omul lui Charles
- Perceval Russel – omul lui Charles
- Jean Martin – omul lui Charles
- Catherine Hugues – stripteuza
- Charles Bayard – președintele curții de casație
- Marcel Bernier – un cărăuș
- Gaston Meunier – un bărbat la gară
- Charles Dalin – omul lui Fred
- Gérard Dessalles – omul lui Fred
- Gilbert Servien – omul lui Fred
- Yvon Dihé – omul lui Fred
- Bernard Garet – omul lui Fred
- René Euge – arhiepiscopul de Tulle
- Marius Gaidon – generalul, președintele tribunalului militar
- Yvon Sarray – arhimandritul Joseph